# ستيفن دود (لاعب غولف)
ستيفن دود (بالإنجليزية: Stephen Dodd)‏ هو لاعب غولف بريطاني، ولد في 15 يوليو 1966 في باري ‏ في المملكة المتحدة.

## وصلات خارجية
- ستيفن دود على موقع رابطة لاعبي الغولف المحترفين (الإنجليزية)
- ستيفن دود على موقع رابطة أوروبا للاعبي الغولف المحترفين (الإنجليزية)
- ستيفن دود على موقع التصنيف العالمي الرسمي للغولف (الإنجليزية)